# Relacions entre Xina i Guinea Bissau
Les Relacions entre la República Popular de la Xina i Guinea Bissau es refereix a les relacions actuals i històriques entre la República Popular de la Xina i Guinea Bissau. Les relacions van ser establertes el març de 1974, uns mesos abans de setembre de 1974 la independència de Guinea Bissau. Entre 1990 i 1998 Guinea Bissau mantingué relacions diplomàtiques amb la República de la Xina (Taiwan) en lloc d'amb la República Popular. Les relacions es van restablir en 1998 i es mantenen des de llavors.

## Història
La República Popular de la Xina va ser un dels "partidaris més entusiastes" del Partit Africà per la Independència de Guinea i Cap Verd (PAIGC) durant els dotze anys (1963-1974) de la lluita per la independència. Quan el PAIGC va aconseguir la independència el 1974, va mantenir estretes relacions amb el Partit Comunista de la Xina fins a la ruptura de 1990 a favor de Taiwan.

## Visites
La primera visita bilateral es va produir al juliol de 1975, quan el primer canceller de Guinea Bissau Victor Saúde Maria va visitar la Xina. Els presidents guineans João Bernardo Vieira (1982) i Kumba Ialá (2002) també van visitar la Xina.

## Economia, comerç i ajuda
Els dos països van signar una sèrie d'acords econòmics bilaterals entre 1974 i 1990; Xina va construir un estadi, hospitals i altres instal·lacions tecnològiques. Després de la represa de les relacions en 1998, la Xina es va centrar en la millora de la producció agrícola, l'habitatge, la pesca i la generació d'energia. Des del primer Fòrum per la Cooperació Xina a Àfrica en 2000, Pequín ha lliurat amb èxit 113 milions $ en Ajuda Oficial al Desenvolupament a Guinea Bissau. Els principals projectes de desenvolupament finançats oficialment a Guinea Bissau inclouen:
- $48,5 milions per modernitzar la xarxa telefònica de Guinea Bissau[4]
- $18 milions per construir un edifici parlamentari en 2003[5]
- Cancel·lació de $5,8 milions del deute de Guinea Bissau amb la Xina en 2001[6]

A partir del 2002, Guinea Bissau va importar aproximadament 4,5 milions US $ de productes xinesos. En 2010, la Xina va anunciar un fons de 10.000 milions $ dissenyat per incrementar el comerç entre els països de parla portuguesa i la Xina.

## Cultura
Un nombre d'estudiants de Guinea Bissau han estudiat a la Xina; el 1998, tretze guineans estaven estudiant a la Xina. Xina també ha enviat personal mèdic a Guinea Bissau, uns 7 treballen a Bissau.